# Ruszcza Dolna (gmina)
Ruszcza Dolna (lub Ruszcza-Dolna, od 1870 Połaniec) – dawna gmina wiejska istniejąca do 1870 roku w guberni radomskiej. Siedzibą władz gminy była Ruszcza Dolna.
Za Królestwa Polskiego gmina Ruszcza Dolna należała do powiatu sandomierskiego w guberni radomskiej. 13 stycznia 1870 do gminy przyłączono pozbawiony praw miejskich Połaniec, po czym gmina została zniesiona przez przemianowanie na gminę Połaniec.